# 拉索塞勒
拉索塞勒（法語：La Saucelle，法語發音：[la sosɛl]）是法国厄尔-卢瓦省的一个市镇，属于德勒区。

## 地理
拉索塞勒（48°37'49"N, 1°1'46"E）面积14.26 平方千米，位于法国中央-卢瓦尔河谷大区厄尔-卢瓦省，该省份为法国北部内陆省份，北起顺时针与厄尔省、伊夫林省、埃松省、卢瓦雷省、卢瓦-谢尔省、萨尔特省和奧恩省接壤。
与拉索塞勒接壤的市镇（或旧市镇、城区）包括：莱沙特莱、克吕塞维拉日、卢维利耶莱佩尔什、拉弗朗布瓦西耶尔、拉皮赛、拉芒斯利耶尔。

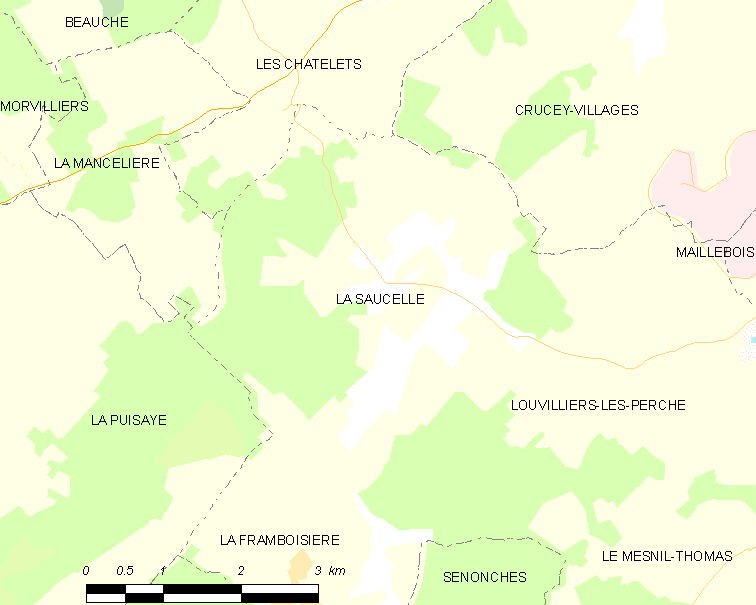
拉索塞勒的OSM定位图

拉索塞勒的时区为UTC+01:00、UTC+02:00（夏令时）。

## 行政
拉索塞勒的邮政编码为28250，INSEE市镇编码为28368。

## 政治
拉索塞勒所属的省级选区为圣吕班德容什雷县。

## 人口

1962-2008年间拉索塞勒人口变化图示

拉索塞勒于2022年1月1日时的人口数量为201人。